# Club Deportivo Liceo Mixto
El Club Deportivo Liceo Mixto es un club de básquetbol amateur chileno con base en la ciudad de  Los Andes.
Fundado en el año 2000, participó en la División Mayor del Básquetbol de Chile (DIMAYOR) hasta el año 2009. En sus años de existencia, este equipo ha alcanzado cuatro títulos de Chile, obtenidos tres de manera consecutiva (2007, 2008 y 2009).
El 29 de diciembre de 2009, junto a otros tres clubes, Liceo Mixto decidió retirarse de la Dimayor, en protesta por el manejo administrativo de esta.
Tras participar en la Liga Nacional Superior de la Federación de Básquetbol de Chile en la temporada 2010, una serie de conflictos con la dirigencia encabezada por Miguel Herrera motivaron el regreso del club a la Dimayor el 1 de septiembre de 2011.

## Descripción
El equipo juega en el gimnasio "Juan Muñoz Herrera" (La Bombonerita) que está ubicado en el Liceo Particular Mixto de la ciudad de Los Andes y son conocidos como "Los Cóndores". Liceo Mixto cuenta con un segundo gimnasio en la ciudad de San Felipe. Tiene el doble de capacidad que el andino, inclusive es uno de los mejores gimnasios de basketball de Chile y lo usó para la final de la Dimayor 2007 ante Universidad de Concepción, por disposición de las autoridades.

## Historia

### Fundación y comienzos
En 1984 Patricio Cornejo Herrera funda el Liceo Particular Mixto en una vieja casona ubicada en la calle Esmeralda de Los Andes. El liceo fue creciendo y en 1999 se levanta una moderna estructura en la calle San Rafael, que albergaba a 4.000 estudiantes aproximadamente. Esta estructura destacaba por su infraestructura deportiva.
Los equipos que representaban al Liceo Mixto dominaban las competencias deportivas en Los Andes y en el básquetbol era notablemente superior, por lo que en el año 2000 dan un gran salto y se incorporan a la Dimayor.

### Inicios en laDimayor
Durante los primeros años destacó llegando a los cuartos de final desde 2000 hasta 2003 contratando figuras del básquetbol chileno como a los hermanos Lino y Patrick Saéz en 2002. En 2004 no logran clasificar a los playoffs y en el año 2005 cumplen su peor campaña terminando en el último lugar con 13 derrtotas consecutivas al cierre de la temporada. 
Al año siguiente mantienen al mismo entrenador, Pablo Ares, y lograron llegar a la final, la cual perdieron en el séptimo partido ante el Club Provincial Osorno.

### 2007: Primer campeonato
En la temporada 2007, logra ser campeón por primera vez derrotando en la final a Universidad de Concepción por 4 a 1. El último partido lo ganaron 95-85, desatando un carnaval en el centro de la ciudad de Los Andes. Pablo Ares, con 30 años, se convirtió en el director técnico más joven en ser campeón de Chile y el jugador MVP de la final fue para Galo Lara.

### 2008: Bicampeón
En enero de 2008 participa en la primera versión de la Liga de las Américas, quedando eliminado en primera ronda. Asistió a este torneo internacional ya que ganó la Fase zonal de la Dimayor 2007.
En la temporada 2008 Liceo Mixto se corona como bicampeón del básquetbol chileno luego de derrotar en enero de 2009 a Boston College por 4 a 2 en la serie, resultando otra vez MVP el jugador Galo Lara.

### 2009: Tricampeonato
En la temporada Dimayor 2009 Liceo Mixto logra el tricampeonato para el club, venciendo a Deportivo Valdivia en el mes de diciembre por un 4 a 0 a favor en la serie. 
El tricampeonato que consiguió el club fue ganado de forma histórica, ya que dese el tetracampeonato conseguido por la Universidad Católica entre los años 1983 y 1986y el tricampeonato de Petrox a inicios de la década de los noventa, que no había una seguidilla de títulos tan duradera. 
El chileno Percy Werth se transformó en el jugador MVP de la final Dimayor 2009.

### 2010: Lejos de la Dimayor
En al temporada 2010 el club decide, junto con Universidad Católica, Universidad de Concepción y Español de Talca, dejar la Dimayor en modo de protesta al mal manejo de la división por parte de los dirigentes.
El día 10 de enero de 2010 Liceo Mixto logra el bicampeonato en el Campeonado Domani, alzándose en la final por 70 - 48 frente Boston College en el Gimnasio del Stadio Italiano, destacándose jóvenes promesas del plantel como Franco Morales, Daniel Salinas, Edward Oyarzo y Cristóbal Díaz.

### 2011: Vuelve a la categoría
En el año 2011 el club vuelve a la Dimayor, para integrar la nueva temporada de esta (Dimayor 2011-12). El club integró una liga compuesta por 8 equipos y fue segundo en la temporada regula, solo superado por la poderosa Universidad de Concepción. 
Ya en la fase play-offs tuvo que enfrentar a San Luis, equipo al cual goleó por 3-0. Luego en las semifinales venció a Español por el mismo marcador. 
En la final del campeonato enfrentó a la Universidad de Concepción, en una llave muy peleada de a 7 partidos. Estos 7 no se iban a cumplir, ya que en el sexto partido cerro el marcador por 4-2 frente a los del campanil, obteniendo su título número 4 en la historia de la Dimayor.

### 2012: Otra vez en Dimayor
Para la nueva temporada 2012 el club se mantuvo en la Dimayor para afrontar la temporada 2012, en el cual tuvo un buen comienzo, manteniéndose en la parte alta de la tabla las primeras 10 fechas.

## Trayectoria
Nota: G: Partidos ganados; P: Partidos perdidos; Pts: Puntos
| Temporada     | G   | P  | Pts | Play-offs                                                           | Resultado |
| ------------- | --- | -- | --- | ------------------------------------------------------------------- | --- |
| Dimayor       |     |    |     |                                                                     | |
| 2000          | 3   | 11 | 17  | Pierde 1.ª Ronda                                                    | P. Osorno 3 - Liceo Mixto 0 |
| 2001          | 5   | 9  | 19  | Pierde 1.ª Ronda                                                    | P. Osorno 3 - Liceo Mixto 1 |
| 2002          | 8   | 6  | 22  | Pierde 1.ª Ronda                                                    | U.D.E. Temuco 3 - Liceo Mixto 1                                                                                                 |
| 2003          | 12  | 8  | 32  | Pierde 1.ª Ronda                                                    | D. Valdivia 3 - Liceo Mixto 2                                                                                                   |
| 2004          | 5   | 17 | 27  |                                                                     | |
| 2005          | 6   | 16 | 28  |                                                                     | |
| 2006-07       | 16  | 6  | 38  | Gana 1.ª Ronda Gana Semifinales Pierde Finales Dimayor              | Liceo Mixto 3 - Puente Alto C.D. 1 Liceo Mixto 3 - Boston College 0 P. Osorno 4 - Liceo Mixto 3                                 |
| 2007-08       | 16  | 6  | 38  | Gana 1.ª Ronda Gana Semifinales Gana Finales Dimayor                | Liceo Mixto 3 - D. Ancud 0 Liceo Mixto 3 - Boston College 0 Liceo Mixto 4 - U. de Concepción 1                                  |
| 2008-09       | 14  | 8  | 36  | Gana 1.ª Ronda Gana 2.ª Ronda Gana Semifinales Gana Finales Dimayor | Liceo Mixto 2 - P. Llanquihue 0 Liceo Mixto 3 - Puente Alto C.D. 1 Liceo Mixto 3 - D. Castro 0 Liceo Mixto 4 - Boston College 2 |
| 2009          | 18  | 4  | 40  | Gana 1.ª Ronda Gana 2.ª Ronda Gana Semifinales Gana Finales Dimayor | Liceo Mixto 3 - Everton 0 Liceo Mixto 3 - Español de Talca 0 Liceo Mixto 3 - Boston College 1 Liceo Mixto 4 - D. Valdivia 0     |
| Totales       | 103 | 91 | 297 |                                                                     | |
| Playoffs      | 48  | 22 | 118 | 3 Campeonatos                                                       | 3 Campeonatos |
| Liga Nacional |     |    |     |                                                                     | |
| 2010          | 2   | 2  | 6   | Gana 1.ª Ronda Pierde Semifinales                                   | Liceo Mixto 2 - U. de Concepción 1 Boston College 2 - Liceo Mixto 1                                                             |
| Totales       | 2   | 2  | 6   |                                                                     | |
| Playoffs      | 3   | 3  | 9   | 0 Campeonatos                                                       | 0 Campeonatos |
| Dimayor       |     |    |     |                                                                     | |
| 2011-12       | 24  | 4  | 52  | Gana 1.ª Ronda Gana Semifinales Gana Finales Dimayor                | Liceo Mixto 3 - San Luis de Quillota 0 Liceo Mixto 3 - Español de Talca 0 Liceo Mixto 4 - U. de Concepciónl 2                   |
| Totales       | 24  | 4  | 52  |                                                                     | |
| Playoffs      | 10  | 2  | 22  | 1 Campeonatos                                                       | 1 Campeonatos |

## Participaciones internacionales
Nota: G: Partidos ganados; P: Partidos perdidos; Pts: Puntos
| Temporada                        | G | P | Pts | Resultado    | Encuentros |
| -------------------------------- | - | - | --- | ------------ | --- |
| Sudamericano de Clubes Campeones |   |   |     |              | |
| 2008                             | 6 | 1 | 4   | 5º lugar     | Liceo Mixto 78 - Barcelona S.C. 65 Joinville 92 - Liceo Mixto 85 Minas T.C. 80 - Liceo Mixto 72 Biguá 71 - Liceo Mixto 65 |
| Liga de Las Américas             |   |   |     |              | |
| 2007-08                          | 3 | 0 | 3   | Primera fase | Peñarol 95 - Liceo Mixto 76 Universo BRB 86 - Liceo Mixto 78 Libertad 88 - Liceo Mixto 70                                 |

## Palmarés

### Torneos nacionales
- Dimayor (4): 2007, 2008, 2009, 2011-12
- Libcentro(2): 2006, 2008
- Copa Chile de Básquetbol (1): 2011
- Súper 4 DIMAYOR (1): 2007

### Torneos juveniles
- Campioni del Domani (2): 2009, 2010

## Entrenadores destacados
- Pablo Ares